# Edmund Ignatius Rice
Edmund Ignatius Rice, C.F.C. (irsky: Éamonn Iognáid Rís, 1. června 1762, Callan – 29. srpna 1844, Waterford) byl irský římskokatolický řeholník, misionář a pedagog, zakladatel kongregace Křesťanských bratří a kongregace Bratří od Uvedení. Katolická církev jej uctívá jako blahoslaveného.

## Život

### Raný život a manželství
Narodil se dne 1. června 1762 na farmě Westcourt v obci Callan v hrabství Kilkenny jako čtvrtý ze sedmi synů Robertu Riceovi a Margaret Rice, rozené Tierney. Měl také dvě nevlastní sestry z matčina prvního manželství. Jeho dětství poznamenaly protikatolické zákony, které neumožňovaly veřejnou výuku náboženství na školách. Náboženské vzdělání proto získával doma od Patricka Graceho, člena malé komunity augustiniánských mnichů. Jeho strýc Michael vlastnil obchod v nedalekém přístavním městě Waterford. V roce 1779 se k němu po vyučení připojil, kdy dohlížel na nakládání potravin na lodě směřující do britských kolonií. Michael Rice zemřel v roce 1785, načež na něj přešel jeho obchod. Byl aktivním členem společnosti založené ve městě pro pomoc chudým. Byl také členem sdružení, jehož členové navštěvovali nemocné chudé v jejich domovech.
Asi v roce 1785 se oženil s mladou ženou Mary (možná Mary Elliott, dcera waterfordského koželuha). O jejich manželském životě se toho ví málo a jeho manželka zemřela v lednu roku 1789 pravděpodobně kvůli horečce, která se dostavila po prodělání nehody. Mary byla v té době těhotná a na smrtelné posteli se jí narodila dcera, pojmenovaná také Mary. Dcera Mary, se kterou poté zůstal jako vdovec, se narodila jako postižená a kvůli jejímu křehkému zdraví pro něj bylo obtížné se o ni starat.

### Charitativní činnost
Po nějaké době uvažoval o vstupu do kláštera, ale rozhodl se pro charitativní činnost. Po urovnání svých obchodních záležitostí v roce 1802 zasvětil svůj život modlitbě a charitativní práci, zejména mezi chudými a marginalizovanými z Waterfordu. V roce 1802, když založil provizorní školu v přestavěné stáji v New Street ve Waterfordu, zjistil, že zvládnutí dětí je tak obtížné, že najatí učitelé na výuku zde rezignovali. To ho přimělo prodat svůj prosperující podnik dalšímu prominentnímu katolickému obchodníkovi, panu Quanovi, a věnovat se školení učitelů, kteří by svůj život zasvětili modlitbám a bezplatnému vyučování dětí. Navzdory s tím spojeným potížím byly jeho třídy tak oblíbené, že musela být zřízena další provizorní škola v další z jeho nemovitostí, tentokrát v nedaleké Stephen Street.
Zlomovým bodem jeho služby byl příjezd dvou mladých mužů, Thomase Grosvenora a Patricka Finna, z jeho rodného města Callan. Přišli za ním s touhou vstoupit do nějaké řeholní kongregace, ale ještě se nerozhodli, ke které se připojí. Zůstali učit na jeho škole a posupně nabyli vize založené nové mužské řeholní kongregace, s jejímž založením jim pomáhal. Jeho projekt zřizování škol byl velmi oblíbený, pročež byl nucen zakládat další školy.

### Založení kongregace a její vedení
Založil mužskou řeholní kongregaci, která byla inspirována kongregací Sester od Uvedení, kterou založila Nano Nagle, a v roce 1808 v ní spolu se svými několika svými zaměstnanci složil řeholní sliby do rukou biskupa diecéze Waterford a Lismore Pierseho Powera. Jeho kongregace byla první mužskou kongregací založenou v Irsku a jednou z mála, které byly založeny laikem. Charitativní činnost jeho kongregace, která zahrnovala nejen výuku, ale také péči a výchovu chudých chlapců, se rychle rozrůstala po celém Irsku.

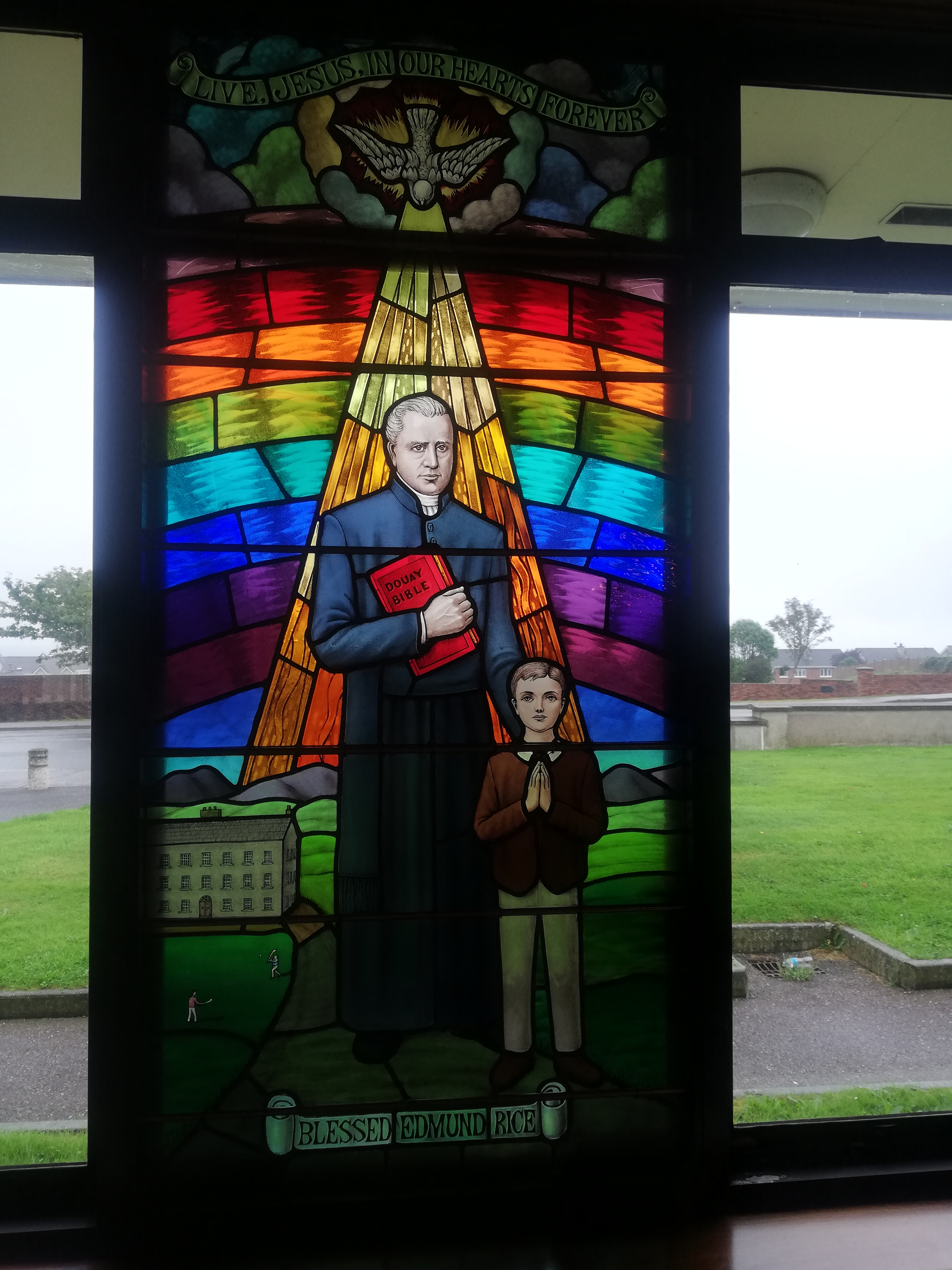
Jeho zobrazení na vitráži

Roku 1820 jím založená kongregace získala papežská práva, která umožňovala volbu generálního představeného, jelikož do té doby o vnitřních záležitostech kongregace rozhodovali biskupové diecézí, ve kterých působila. Papežské prohlášení dále upřesňovalo, že členové mají být vázáni sliby poslušnosti, čistoty, chudoby a vytrvalosti a mají se věnovat bezplatnému náboženskému a literárnímu vyučování chlapců, zejména těch chudých. Roku 1822 byl zvolen generálním představeným své kongregace. Za jeho působení se jím založená kongregace rozšířila také do Anglie. Ve 20. letech 19. století se objevily další potíže v důsledku expanze kongregace, které vyvrcholily jejím rozdělením na dvě odlišné kongregace: kongregaci Křesťanských bratří a kongregaci Bratří od Uvedení.

### Poslední roky a smrt
V únoru roku 1838 opustil komunitu North Richmond Street a vrátil se na Mount Sion ve Waterfordu. Téhož roku rezignoval kvůli svému zdravotnímu stavu na funkci generálního představeného své kongregace a na generální kapitule konané dne 24. července 1838 byl zvolen jeho nástupcem Michael Paul Riordan.
Poslední roky svého života trpěl bolestivou artritidou. O Vánocích roku 1841 se jeho zdraví zhoršilo, a i když se očekávání jeho blízké smrti neukázala jako oprávněná, byl stále více uzavřen ve svém pokoji. Poté, co žil více než dva roky v téměř kómatózním stavu (od května roku 1842 v neustálé péči ošetřovatelky), zemřel dne 29. srpna 1844 v 11 hodin v Mount Sion ve Waterfordu, kde také spočívají jeho ostatky.

## Úcta
Dne 2. dubna 1993 jej papež sv. Jan Pavel II. podepsáním dekretu o jeho hrdinských ctnostech prohlásil za ctihodného. Dne 6. dubna 1995 byl uznán zázrak na jeho přímluvu, potřebný pro jeho blahořečení.
Blahořečen pak byl dne 6. října 1996 na Svatopetrském náměstí papežem sv. Janem Pavlem II.
Jeho památka je připomínána 5. května. Bývá zobrazován v řeholním oděvu.